# Dicaeum igniferum
Dicaeum igniferum е вид птица от семейство Dicaeidae.

## Разпространение
Видът е разпространен в Индонезия.